# Ульянов, Иван Иванович
Иван Иванович Ульянов (18 марта 1908, Старое Уткино — 9 февраля 1970) — автоматчик 140-го гвардейского стрелкового Краснознамённого ордена Кутузова полка 47 гвардейской стрелковой дивизии 8 гвардейской армии, гвардии младший сержант — на момент представления к награждению орденом Славы 1-й степени.

## Биография
Родился 5 марта 1908 года в деревне Старое Уткино (ныне — Дзержинского района Калужской области) в крестьянской семье. Работал на Троицкой бумажной фабрике.
В Красной Армии и в боях Великой Отечественной войны с сентября 1941 года. Воевал на Сталинградском, Донском, Юго-Западном, 3-м Украинском, 1-м Белорусском фронтах. Участвовал в боях на Дону, освобождении Донбасса, форсировании Днепра, разгроме криворожской и никопольской группировок противника, освобождении Одессы, боях в Польше и Германии.
Наводчик 120-миллиметрового миномёта 172-го гвардейского стрелкового полка гвардии красноармеец Ульянов в бою за село Александровка 9 апреля 1944 года подавил огонь артиллерийской батареи противника, уничтожил свыше 15 противников; 10 апреля 1944 года огнём из миномёта уничтожил четыре пулемётных точки противника вместе с прислугой, сжёг машину с боеприпасами.
Приказом командира 57-й гвардейской стрелковой дивизии от 22 апреля 1944 года за мужество, проявленное в боях с врагом, гвардии красноармеец Ульянов награждён орденом Славы 3-й степени.
Автоматчик 140-го гвардейского стрелкового полка гвардии младший сержант Ульянов 16 января 1945 года в бою у населённого пункта Закшув при отражении контратаки противника сразил до десяти солдат, а двоих взял в плен. Был ранен, но остался в боевом строю.
Приказом по 8-й гвардейской армии от 31 января 1945 года гвардии младший сержант Ульянов награждён орденом Славы 2-й степени.
При прорыве вражеской обороны в районе города Горгаст 16 апреля 1945 года Ульянов под огнём противника одним из первых ворвался в первую линию вражеских траншей, уничтожив троих противников. Когда при штурме второй линии подразделение вынуждено было залечь под пулемётным огнём врага, гвардии младший сержант Ульянов подполз к огневой точке и забросал её гранатами, в ходе боя вывел из строя около десяти противников. При штурме высоты с отметкой 63,1 одним из первых пробился к её вершине, на которой установил красное знамя.
Указом Президиума Верховного Совета СССР от 15 мая 1946 года за мужество, отвагу и героизм, , гвардии младший сержант Ульянов Иван Иванович награждён орденом Славы 1-й степени.
В 1945 году демобилизован. Работал дежурным на железнодорожной станции Говардово. Жил в городе Кондрово.
Награждён орденами Славы 1-й, 2-й и 3-й степени, Красной Звезды, медалями.
Умер 9 февраля 1970 года.